# Agerø
 Ikke at forveksle med Agersø.
Agerø er en dansk ø mellem Mors og Thyholm i Limfjorden. Øen er på 3,7 km² og har ca. 40 beboere. I det lavvandendede fjordområde omkring øen er der sandøer og holme med sandvader. Mod nord er Agerø forbundet til Mors med en dæmning.
Farvandene omkring Agerø indgår i Natura 2000-område 28: Agger Tange, Nissum Bredning, Skibsted Fjord og Agerø  og er både habitatområde og fuglebeskyttelsesområde.
Fugleværnsfonden ejer et 27,5 ha stort naturreservat på den nordvestlige del af øen  .